# Književnost u 1834.
◄◄ | ◄ | 1831. | 1832. | 1833. | 1834.  | 1835. | 1836. | 1837. | ► | ►►
Arhitektura • Astronomija • Biologija • Glazba • Kazalište • Kemija • Kiparstvo • Knjige • Književnost • Kršćanstvo • Meteorologija • Medicina • Politika • Pravo • Promet • Slikarstvo • Šport • Znanost • Željeznički promet
Književnost u 1834.

## Svijet

### Književna djela
- Bajka o mrtvoj kneginji i o sedmorici delija Aleksandra Sergejeviča Puškina

## Vanjske poveznice
|  | Zajednički poslužitelj ima još gradiva o temi Književnost u 1834. |